# Jedenáct minut
Jedenáct minut (portugalsky Onze minutos) je román brazilského spisovatele Paula Coelha vydaný poprvé nakladatelstvím Editora Rocco v Rio de Janeiro v roce 2003 . V Česku román vydalo nakladatelství Argo téhož roku. Knihu přeložila Lada Weissová.
Touha autora napsat knihu o sexu a rukopis životopisu jedné prostitutky nechaný na recepci hotelu, kde měl Paulo konferenci, to byly dva základní impulsy pro napsání této knihy.

## Děj románu
„Byla jednou jedna prostitutka jménem Mária.“ tak zní první věta knihy. Hlavní hrdinkou knihy je mladá prostitutka Mária.
Mária se narodila do rodiny obchodního cestujícího a švadleny v malém brazilském městečku. V devatenácti letech dostudovala střední školu a začala pracovat v obchodě s látkami. Po čase se do ní zamiloval její vedoucí, ona ale jeho city neopětovala. Dva roky si vydělávala peníze, aby si splnila sen a to cestu do města Rio de Janeira. Při cestě se setkala s cizincem, který jí nabídl práci ve Švýcarsku, konkrétně se měla stát tanečnicí samby. Nakonec po jednodenním rozmýšlení souhlasila.
Obstarala si roční pracovní povolení a odjela do Švýcarska. Na místě ale zjistila, že musí zaměstnavateli zaplatit všechny výlohy spojené s jejím přijetím (letenka, nákladné šaty, boty, ubytování, strava). Takže ze slíbených 500 franků na týden se po odečtení výloh dostala na 50 franků. Podle svých výpočtů by musela pracovat nejméně rok aby vše zaplatila a mohla spořit na zpáteční letenku. Mária se začala učit francouzštinu a když se již dokázala obhajovat, šla za svým vedoucím a když mu pohrozila policejním stíháním, dal jí výpověď a odstupné. Místo aby se ale vrátila domů, rozhodla se dát na dráhu modelky.
Ani po třech měsících hledání práce ale žádnou nenašla. Po té době se jí ale ozvala agentura s nabídkou účasti na módní přehlídce pořádané arabským šejkem. S ním se nejdříve sešla v luxusní restauraci, poté ale zjistila, že z nabídky na přehlídku se vyklubala prostituce. Rozhodla se, že dokud se nebudu moct vrátit do Brazílie, bude si prostitucí přivydělávat. Tak získala práci v ženevském baru Copacabana.
Devadesát dní před návratem do Brazílie potkala Mária v kavárně malíře portrétů a zamilovala se do něj. On ale byl častým návštěvníkem baru Copacabana a Máriu poznal, navíc nevěřil, že takový vztah má smysl. Den před odletem spolu strávili noc, i přesto se Mária rozhodla odjet domů. Přestože čekala, že za ní na letiště přijde, neukázal se. Ale letadlo, kterým cestovala, mělo mezipřistání v Paříži, kde na ni čekal.